# Sarrazac (Dordonha)
Sarrazac é uma comuna francesa na região administrativa da Nova Aquitânia, no departamento Dordonha. Estende-se por uma área de 29,88 km². Em 2010 a comuna tinha 385 habitantes (densidade: 12,9 hab./km²).